# Liisi Oterma
Liisi Oterma, finska astronomka, * 1915, † 4. april 2001.

## Delo
Otermova je bila prva ženska na Finskem, ki je doktorirala iz astronomije.
Odkrila je nekaj kometov, med njimi periodična kometa 38P/Stephan-Oterma in 39P/Oterma, in 54 asteroidov.